# Pointe d'Arradon
La pointe d'Arradon est une pointe de Bretagne dans le golfe du Morbihan. Elle est située sur le territoire de la commune d'Arradon.
Elle fait face à la pointe du Trec'h située sur l'île aux Moines.

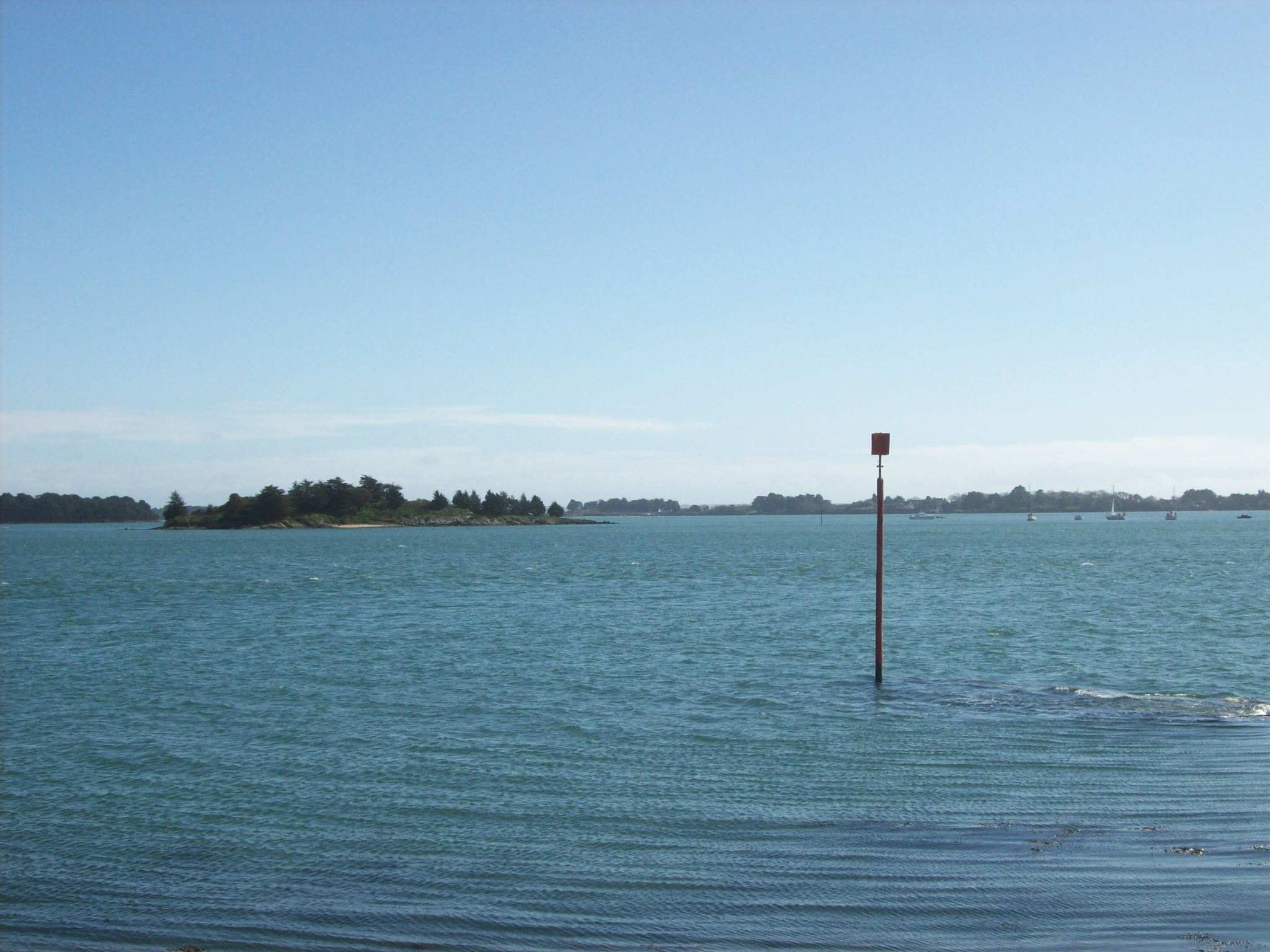
L'île Holavre vue de la pointe d'Arradon.
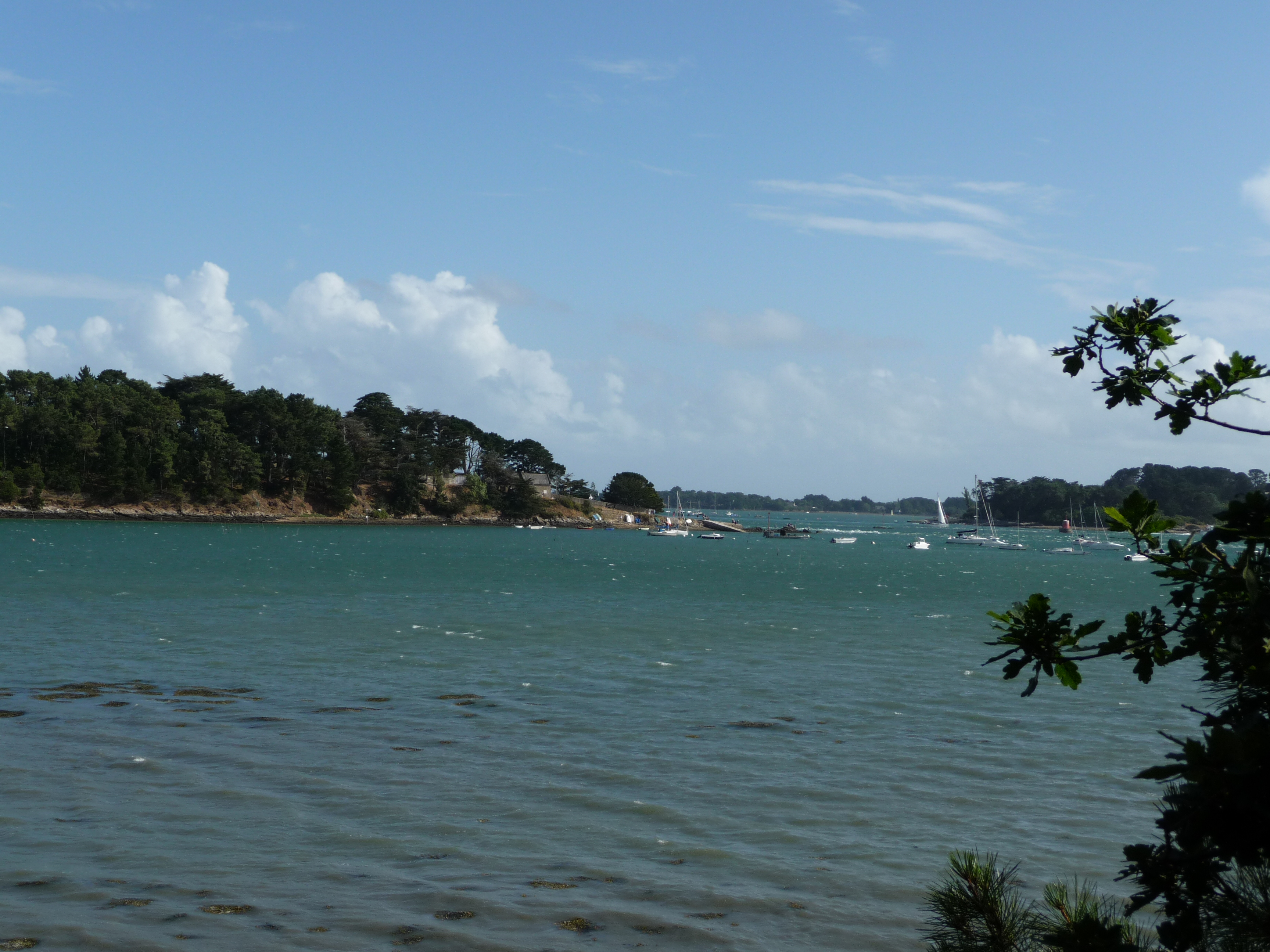
La pointe d'Arradon vu du sentier côtier du Paluden à Pen Er Men.

## Étymologie
La pointe d'Arradon s'appelait au XVIIIe siècle, pointe Perrier

## Description
La pointe d'Arradon est une presqu'île d'environ 700 mètres de long sur 200 mètres dans sa partie la plus large.
Autrefois, sa cale servait à l'embarquement des passagers pour l'île aux Moines.